# Vélorail de l'Armagnac
Le Vélorail de l'Armagnac est un équipement touristique et de loisir situé en Occitanie, dans le Gers, qui a pour vocation depuis sa création en 2014 de réaliser l’association entre nature, sport et histoire locale. Situé près des villes de Mont de Marsan, Eauze, Auch et Nogaro, il a fêté au printemps 2024 une décennie de service et bénéficie depuis 2020 d'une assistance électrique.

## Histoire du vélorail
Le vélorail est une technologie qui a émergé lors du périple transibérien à vélorail, en 1930, de l'ouvrier français Lucien Péraire, qui a atteint Irkoutsk par les voies du trans-sibérien sur la bicyclette qu'il avait modifiée au bord de la Volga, au Tatarstan.

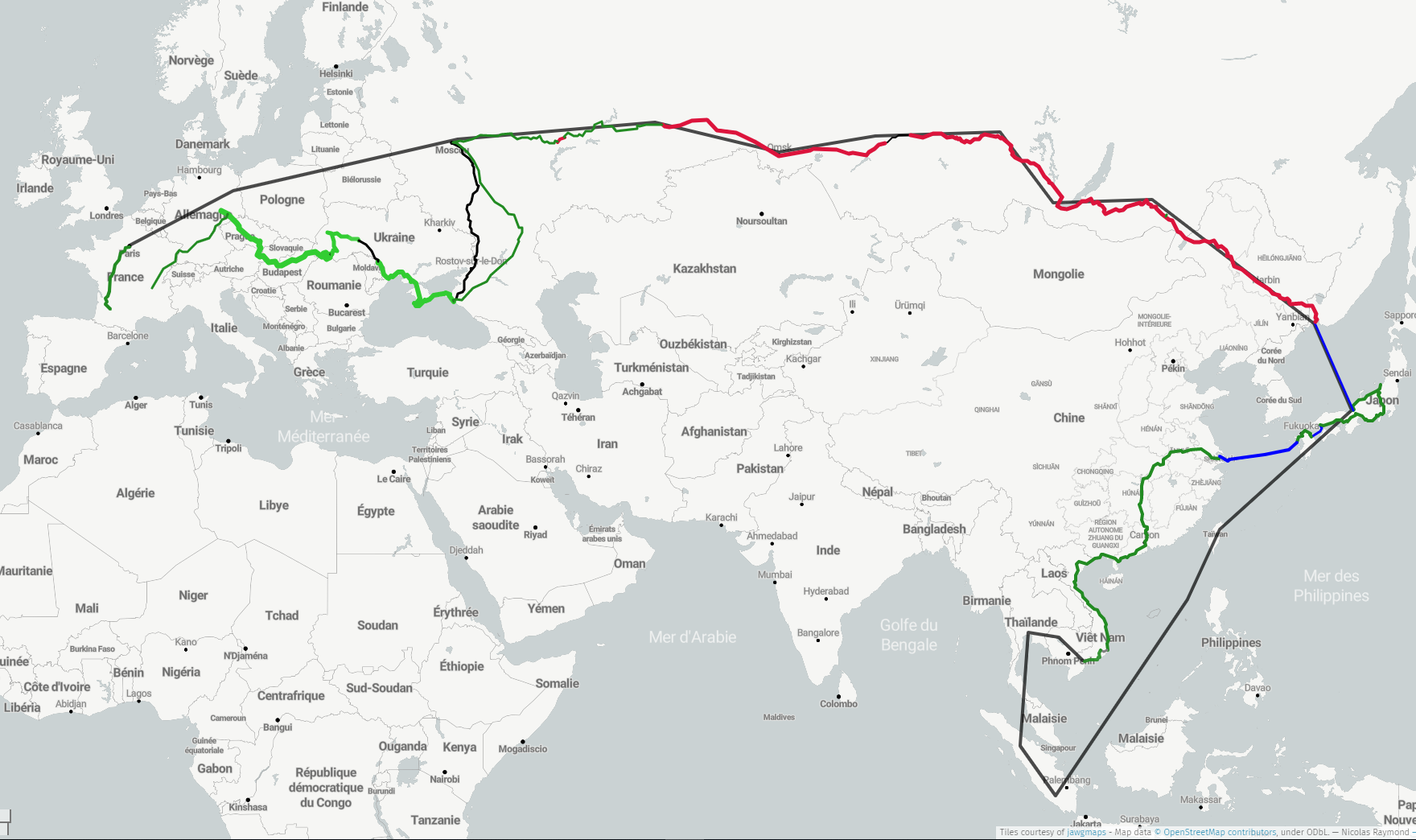
Itinéraire de Lucien Péraire lors de son voyage en 1928-1932.

## Histoire de la ligne
La ligne empruntée est la Ligne de Port-Sainte-Marie à Riscle, appelée « ligne de train 643 000 ». Elle fut consacrée au trafic voyageurs jusque dans les années 1960, puis au transport de marchandises jusqu’à la fin des années 2000, date de sa fermeture. La section de Port-Sainte-Marie à Condom fut concédée par l'État à titre éventuel à la Compagnie des chemins de fer du Midi et du Canal latéral à la Garonne par une convention signée entre le ministre des Travaux publics et la compagnie le 10 août 1868.
L'office de tourisme de Nogaro a par la suite lancé son vélorail en début mai de l'année 2014, en investissant 50 000 euros pour acheter notamment les dix cyclo-draisines nécessaires, et en tablant sur 2500 clients jusqu'à fin octobre de la même année. Dès son troisième mois d'activité, il en a attiré 6000 .

## Vitesse et règles de circulation
La vitesse de circulation oscille entre 10 et 30 km/h, permettant un parcours de promenade deux à trois fois plus long que pour des piétons. 
Aux passages à niveau, le vélorail a priorité sur les automobiles, comme un train.

## Parcours
Cette ligne de vélorail propose un parcours de 13 kilomètres aller-retour, qui utilise une ancienne ligne appartenant à la SNCF, après avoir débuté par un premier parcours de 9 kilomètres à sa création. Le parcours démarre de l'ancienne gare de Nogaro et emprunte l'ancienne voie de chemin de fer de Nogaro à Sorbets,,,.